# Amine Salama
Amine Salama, né le 18 juillet 2000 à Paris, est un footballeur franco-marocain qui évolue au poste d'avant-centre ou d'ailier au Stade de Reims.

## Biographie

### Carrière en club

#### Jeunesse
Né à Paris en France,, Amine Salama est passé par le CA Paris avant d'arriver au club de Montrouge en moins de 10 ans, où il commence sa carrière en amateur, jouant en Régional 1 parisienne jusqu'en 2021,.

#### Débuts professionnels
En janvier 2022, il rejoint l'USL Dunkerque, où il fait rapidement ses débuts en Ligue 2 contre le Paris FC,,.
Après seulement une demi-saison en professionnel, il s'engage avec le SCO d'Angers en Ligue 1,,.

#### Stade de Reims
En juin 2023 il rejoint le Stade de Reims, qui débourse environ 5 millions d'euros.
Le 31 janvier 2024, Salama rejoint Stade Malherbe Caen en Ligue 2 dans le cadre d'un prêt jusqu'à la fin de la saison 2023-2024. Il débute avec Caen en Ligue 2 en entrant en jeu à la 60e minute lors d'une défaite 5-1 contre Grenoble, trois jours après avoir rejoint l'équipe.
Il est de nouveau prêté à l'hivers 2025, en Italie au Torino FC pour six mois mais ne joue aucun match durant son prêt à cause d'une grave blessure lors d'un match amical.

### Carrière en sélection
D'origine marocaine, Amine Salama est annoncé comme un potentiel espoir français, semblant néanmoins vouloir jouer avec la sélection marocaine,,.

## Statistiques
| Saison                | Club                  | Championnat           | Championnat | Championnat | Championnat | Coupe(s) nationale(s) | Coupe(s) nationale(s) | Coupe(s) nationale(s) | Total | Total | Total |
| Saison                | Club                  | Division              | M.          | B.          | P.d.        | M.                    | B.                    | P.d.                  | M.    | B.    | P.d.  |
| 2021-2022             | USL Dunkerque         | Ligue 2               | 11          | 0           | 1           | -                     | -                     | -                     | 11    | 0     | 1     |
| 2022-2023             | Angers SCO            | Ligue 1               | 25          | 3           | 1           | 3                     | 0                     | 0                     | 28    | 3     | 1     |
| 2023-2024             | Stade de Reims        | Ligue 1               | 11          | 0           | 0           | 2                     | 0                     | 1                     | 13    | 0     | 1     |
| 2024-2025             | Stade de Reims        | Ligue 1               | 17          | 0           | 0           | 2                     | 0                     | 0                     | 19    | 0     | 0     |
| Sous-total            | Sous-total            | Sous-total            | 28          | 0           | 0           | 4                     | 0                     | 1                     | 32    | 0     | 1     |
| 2023-2024             | SM Caen (prêt)        | Ligue 2               | 15          | 1           | 0           | -                     | -                     | -                     | 15    | 1     | 0     |
| Total sur la carrière | Total sur la carrière | Total sur la carrière | 79          | 4           | 2           | 7                     | 0                     | 1                     | 86    | 4     | 3     |